# Темрюк
Темрю́к — город на юге России, в Краснодарском крае. Административный центр Темрюкского района. Образует Темрюкское городское поселение. Город воинской доблести с 22 апреля 2019 года.
Имеется морской порт, железнодорожная станция. Климатический курорт.
Наравне с Анапой является самым западным городом региона.

## География
Город находится в 130 км к северо-западу от Краснодара. Является самым крупным населённым пунктом на Таманском полуострове.
Географическое положение Темрюка — 45°16′ с. ш. 37°23′ в. д.. На одной широте с Темрюком находятся Славянск-на-Кубани, Оттава, Сент-Джон, Брэила.
Город расположен на правом берегу реки Кубань (Петрушин рукав), которая вблизи Темрюка Вербенским гирлом впадает в Темрюкский залив Азовского моря. Близ города, к северо-востоку от него, лежит Курчанский лиман.
Темрюк знаменит своими грязевыми вулканами. Открыты грязевые лечебницы на побережье Азовского моря в 11 км от центра Темрюка в станице Голубицкая. Один из самых крупных вулканов расположен почти в центре Темрюка. При въезде в Темрюк, со стороны Краснодара, в районе 14-й остановки находится Гнилая гора, знаменитая большой колонией грязевых вулканов.
На вулкане Миска расположен музей военной техники 1941—1945 годов под открытым небом.

### Часовой пояс
Город Темрюк, как и весь Краснодарский край, находится в часовом поясе, обозначаемом по международному стандарту как Moscow Time Zone (MSK). Смещение относительно UTC составляет +3:00. Время в Темрюке опережает географическое поясное время на один час.

### Климат
Темрюкский климат — средиземноморский, с тёплой зимой и жарким летом.
| Показатель                                    | Янв.  | Фев.  | Март | Апр. | Май  | Июнь | Июль | Авг. | Сен. | Окт. | Нояб. | Дек. | Год   |
| --------------------------------------------- | ----- | ----- | ---- | ---- | ---- | ---- | ---- | ---- | ---- | ---- | ----- | ---- | ----- |
| Средний суточный максимум, °C                 | 4,6   | 4,5   | 8,2  | 14,6 | 20,3 | 24,5 | 27,8 | 27,1 | 22,1 | 16,2 | 9,6   | 5,2  | 15,4  |
| Средняя температура, °C                       | 2,7   | 2,4   | 5,8  | 11,8 | 17,4 | 21,8 | 25,1 | 24,6 | 19,8 | 13,9 | 7,5   | 3,4  | 13,1  |
| Средний суточный минимум, °C                  | 0,7   | 0,1   | 3,2  | 8,7  | 14,2 | 19,0 | 22,3 | 21,8 | 17,0 | 11,3 | 5,3   | 1,4  | 10,5  |
| Абсолютный минимум, °C                        | −18,9 | −14,9 | −8,8 | −2,4 | 5,7  | 11,5 | 16,9 | 14,8 | 5,8  | 0,8  | −7,1  | −16  | −18,9 |
| Норма осадков, мм                             | 87    | 74    | 66   | 62   | 58   | 74   | 53   | 60   | 56   | 62   | 80    | 94   | 822   |
| Источник: Метеостатистика Краснодарского края |       |       |      |      |      |      |      |      |      |      |       |      |       |

## История
Населённые пункты на территории современного города существовали с глубокой древности.
В XIV в районе современного города существовали генуэзские колонии: примерно в 50 км на западе — Матрега (бывшая Тмутаракань), примерно в 50 км на востоке — Копа и примерно в 40 км на юге — Мапа.
В конце XV — начале XVI века, после падения Кафы в 1475 году новым владельцем этой территории стала Османская империя.
По распространённому мнению, город основал в конце XVI века кабардинский князь Темрюк Идарович, который в союзе с русскими войсками построил здесь крепость, в честь которого она была и названа Темрюк. В 1570 году крепость снова перешедшая к крымскому хану и переименована в Адис.

Однако, согласно письменным источникам, крепость заложил в 1515 году султан Сели́м I Яву́з (Гро́зный), находясь в бегстве в Крымском ханстве (после поражения в 1511 году). Название крепость получила в честь местного князя, которого звали Темрюк-бей.
Однажды, потерпев поражение от Баезида, Селим бежал морем на север. Ветры прибили его корабль к берегу одного из заливов Чёрного моря. Там он познакомился с князем этой местности, которого звали Темрюк-бей. Последний стал верным другом Селима и сопутствовал царевичу во всех его странствиях, продолжавшихся три с половиной года. /704/ Затем Селим стал султаном, Темрюк-бей — его приближенным, а выстроенная на месте их встречи крепость стала называться крепостью Темрюк-бея.
Крепость располагалась между горой Аман-кала (Миска), горой Бермезен (ст. Голубицкая), Темрюкским лиманом (Ахтанизовский лиман) и заливом Азовского моря (Курчанский лиман). В окрестностях этой крепости сейчас находится аэропорт г. Темрюка. Крепость была достроена в 1520 году, при правлении султана Сулейма́на I Великоле́пного, о чём говорилось в тарихе:
Властитель Сулейман дал повеленье,
Чтоб возвели в Темрюке укрепленья.
Шел девять сотен двадцать пятый год —

Ту крепость завершить пришел черед
Темрюк представлял собой четырёхугольную крепость, стоящую на песчаном грунте и обнесенную гладкой кирпичной стеной. Длина её стен составляла четыреста небольших шагов. На каждом углу крепости стояли башни с деревянными куполами. Темрюк не был окружен рвами, поскольку располагался на низкой и песчаной местности. Внутри крепости были построены сотня домов, крытых землёй. В ней размещался постоянный гарнизон янычар и числилось несколько тысяч жителей. Перед воротами находилась мечеть Селим-хана I, без минарета, крытая черепицей. За пределами крепости было 700 домов, построенных из тростника и подручного материала, обмазанного глиной, 5 михрабов, несколько мечете и бань (в том числе женская).
На рубеже XVI—XVII вв. в крепости имелось 70-80 пушек, 2 мечети, 12-15 торговых лавок. Население крепости было пестрым: черкесы, турки, греки, евреи, армяне.

Посетивший регион в XVIII веке Иоганн Тунманн отмечал:
Темрук, маленький город на северо-востоке от Тамани; он лежит на том рукаве Кубани, который получил название от этого Темрука и неподалёку отсюда впадает в Азовское море. Он ведёт довольно значительную торговлю. Жители его частью греки, частью черкесы, евреи и армяне; они с давнего времени платили дань крымскому хану. Он немного укреплён, но в течение двух последних столетий очень страдал от набегов донских казаков. Как кажется, его основали черкесы в монгольский период. Он ни в коем случае не древний Тмутаракань

В 1556 году черкесские князья Тазь-Орут и Досибон захватили Темрюк, однако в 1570 году Османы отбили её обратно.
подвластные царю Иоану Васильевичу пяти Горских Черкес князья Тазруд и Дасиба, учинили нападение на остров Тамань, подвластной Крыму и в оном два града Темряк и Тамань взяли.
В начале XVIII века крепость была в полуразрушенном состоянии, и требовала ремонта.
Крепость Темрюк имеет в окружности всего только четыреста зира'. Стены и башни её превратились в развалины. В крепость возможно вступить с любой стороны. За крепостной стеной, внутри, находится всего-навсего двенадцать-тринадцать домов. У неё шесть-семь пушек. Гарнизон крепости живёт за наружной стеной. А отряд янычаров, который находится здесь в качестве капы-кулу, состоит всего из пятнадцати-двадцати рядовых. Они располагаются во внутренней части крепостной стены. Были в указанном отряде ещё ямаки 40 и несколько рядовых; некоторые из них, видимо, жили за внешней стеной. В настоящее время они исчезли, разбежавшись.
3 февраля 1777г крепость была взята ополчением Шагин-Гирейя (одним из потомков прежних татарских ханов), при поддержке российских войск.
8-го февраля 1777 г. Перекоп. В сей день получил я от г. генерал-майора Борзова рапорт от 5-го числа сего февраля об уведомлении его благонамеренным Алим-Гирей-султаном, через своего нарочно присланного к нему, что крепость Темрюк войсками Шагин-Гирей-хана в третий день сего же месяца без всякого кровопролития занята.
В 1800 году Темрюк полностью разрушен, и на его месте находится только почтовая хижина.
У подножия небольшой горы, у северного устья Кубани, мы подошли к станции Темрук. Это место можно увидеть на российских картах. Однако теперь это не что иное, как единственная хижина для снабжения почтовыми лошадьми. Недалеко от него, как раз перед нашим приходом, из моря поднялся вулкан, образовав остров, который потом снова затонул. Темрук упоминается в примечаниях к оксфордскому изданию Страбона более чем в одном случае, с намеком на Путешествия Мотрея и записанный Темроком.
В 1803 году в Темрюке насчитывается уже 17 хижин. В 1794—1842 годах населённый пункт известен как местечко Темрюк (бывшая турецкая крепость); в 1842—1860 годах существовала станица Темрюкская. 31 марта 1860г, указом Александра II, был учреждён торговый порт Темрюк, а на месте станицы Темрюкской — портовый город Темрюк. Города Анапа и Новороссийск при этом упразднялись, а их жителям предлагалось переехать в новый город Темрюк.

### Геральдика

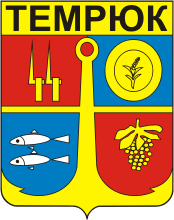
Герб (1976)
Герб (2005)

### Этимология
Название города легло в основу географических названий: Темрюкский залив, банка Темрюкская и Темрюкский район.
Город назван в честь своего основателя, князя Темрюка. Одна из его дочерей Мария Темрюковна была женой Ивана IV (Грозного). Имя «Темрюк» (Темрук) является адыгским видоизменением тюркской основы темир («железо») и может означать «сын железа».

## Население
| 1882    | 1897    | 1926    | 1931    | 1939    | 1959    | 1967    | 1970    | 1979    | 1989    | 1992    | 1996    |
| ------- | ------- | ------- | ------- | ------- | ------- | ------- | ------- | ------- | ------- | ------- | ------- |
| 10 483  | ↗14 700 | ↗15 900 | ↘15 800 | ↗23 226 | ↘22 182 | ↗26 000 | ↘23 172 | ↗31 895 | ↗33 163 | ↗33 800 | ↗36 100 |
| 1998    | 2000    | 2001    | 2002    | 2005    | 2006    | 2007    | 2008    | 2009    | 2010    | 2011    | 2012    |
| ↗37 000 | ↗37 100 | ↗37 200 | ↘36 118 | ↘35 800 | ↗35 900 | ↗36 000 | ↗36 200 | ↗36 385 | ↗38 046 | ↘38 000 | ↗38 284 |
| 2013    | 2014    | 2015    | 2016    | 2017    | 2018    | 2019    | 2020    | 2021    | 2023    | 2025    |         |
| ↗38 386 | ↗38 780 | ↗39 164 | ↗39 646 | ↗40 108 | ↗40 755 | ↗41 133 | ↗41 413 | ↗41 608 | ↘40 994 | ↘40 415 |         |

На 1 января 2025 года по численности населения город находился на 368-м месте из 1124 городов Российской Федерации.

### Национальный состав
По данным Всероссийской переписи населения 2010 года:
| Народ                     | Численность, чел. | Доля от всего населения, % |
| ------------------------- | ----------------- | -------------------------- |
| русские                   | 35 664            | 93,74 %                    |
| украинцы                  | 736               | 1,93 %                     |
| другие                    | 1 263             | 3,32 %                     |
| не указана национальность | 383               | 1,01 %                     |
| Всего                     | 38 046            | 100,0 %                    |

По итогам переписи населения 2020 года проживали следующие национальности (национальности менее 0,1 % и другое см. в сноске к строке «Другие»):
| Национальность | Численность, чел. | Доля     |
| -------------- | ----------------- | -------- |
| Русские        | 39 995            | 96,12 %  |
| Армяне         | 246               | 0,59 %   |
| Украинцы       | 201               | 0,48 %   |
| Татары         | 100               | 0,24 %   |
| Азербайджанцы  | 45                | 0,11 %   |
| Другие         | 1021              | 2,46 %   |
| Итого          | 41 608            | 100,00 % |

### Язык
По данным переписи 1897 года:
| Язык                       | Численность, чел. | Доля     |
| -------------------------- | ----------------- | -------- |
| Русский («великорусский»)  | 8 715             | 59,15 %  |
| Украинский («малорусский») | 5 486             | 37,23 %  |
| Другие                     | 533               | 3,62 %   |
| Итого                      | 14 734            | 100,00 % |

В настоящее время официальным и основным языком города является русский.

## Экономика
В городе имеются рыбоконсервный и осетрово-рыбоводный заводы, широко развито рыболовство и рыбоводство, переработка рыбы. Есть винодельческие предприятия, широко развито виноградарство и виноделие (коньячный завод), имеется завод по выпуску специализированных жиров, входящий в состав производственно-перевалочного комплекса. Также в городе есть опытно-механический завод и завод стройматериалов. В порту Темрюк функционирует судоремонтный завод, входящий в объединение «Звёздочка».
В Темрюке имеется несколько гостиниц, среди которых «Бриг», «Виктория», «Туристический приют», «Уют», «ЧП Кузьменко», «Роня и Боня».

### Связь
Мобильную связь в городе обеспечивают шесть сотовых операторов: МТС, «Билайн», «МегаФон», Tele2, «Скай Линк», «Yota».
В Темрюке имеется шесть почтовых отделений (индексы 353500, 353501, 353502, 353507, 353508, 353505).

### Транспорт
В Темрюкском районе имеются Темрюкский морской порт, порт Тамань, порт Кавказ, терминал по перевалке сжиженного газа ООО «Мактрен-Нафта».
В городе имеется одноимённая железнодорожная станция (пассажирское движение отсутствует) и автостанция. Городской транспорт представлен четырьмя маршрутами автобуса (№№ 1, 2, 4 и 9) и четырьмя линиями маршрутного такси (№ 6 Автовокзал — школа-Интернат, № 8 Автовокзал — 18 ост., № 10 Автовокзал — Новое Кладбище, № 11 Автовокзал — посёлок Правобережный).
В Темрюке имеется автовокзал, с которого можно доехать в Краснодар, Анапу, Тамань, Армавир и другие города России.
Ближайшие два железнодорожных вокзала расположены в 60 км от города:
1. в Анапе — это конечная станция для поездов дальнего следования.
2. в Тамани (ж/д станция Тамань — Пассажирская) — останавливаются все поезда дальнего следования, следующие из городов России на Крымский полуостров.

## Культура
В Темрюке функционируют историко-археологический музей и музей боевой техники «Военная горка». Историко-археологический музей после оккупации города во время Великой Отечественной войны потерял более 16 тыс. предметов своей коллекции, уничтоженных или вывезенных за границу. В конце 2020 года из Музея Зальцбурга вернулись три античные амфоры и пять могильных барельефов, которые были вывезены в 1943 году немецким генералом горных войск Рудольфом Конрадом и затем подарены гауляйтеру Зальцбурга Густаву Адольфу Шеелю. В городе открыт удивительный частный музей «Планета осликов», в экспозиции которого, занимающей два этажа здания, представлены уникальные фигурки и другие экспонаты со вcех уголков мира и из разных эпох, посвящённые одному персонажу — ослику.
В городе есть кинотеатр «Тамань», где показывают все новинки кино. Выпускаются газеты: «Тамань», «23 Регион», телерадиокомпания «ТВ-Мастер» (телеканал ТВ-Мастер-СТС и «Радио Темрюк» — 104,2, радиостанция «Дорожное радио» — 98,6).

## Архитектура и достопримечательности
В мае 2010 года, к празднованию 65-летия Победы в Великой Отечественной войне в Темрюке было открыто новое памятное место — Аллея Славы. Здесь напротив фонтана в два ряда установлены постаменты с бюстами Героев Советского Союза, Список полных кавалеров ордена Славы, уроженцев Темрюкского района. Чуть сбоку расположена мраморная плита, на которой высечены слова: «Аллея Славы. Землякам в знак памяти и уважения за боевые и трудовые заслуги. Май 2010 года». Аллея Славы находится в сквере в начале улицы Розы Люксембург недалеко от памятника Ленину.

## Фотогалерея

Виды Темрюка
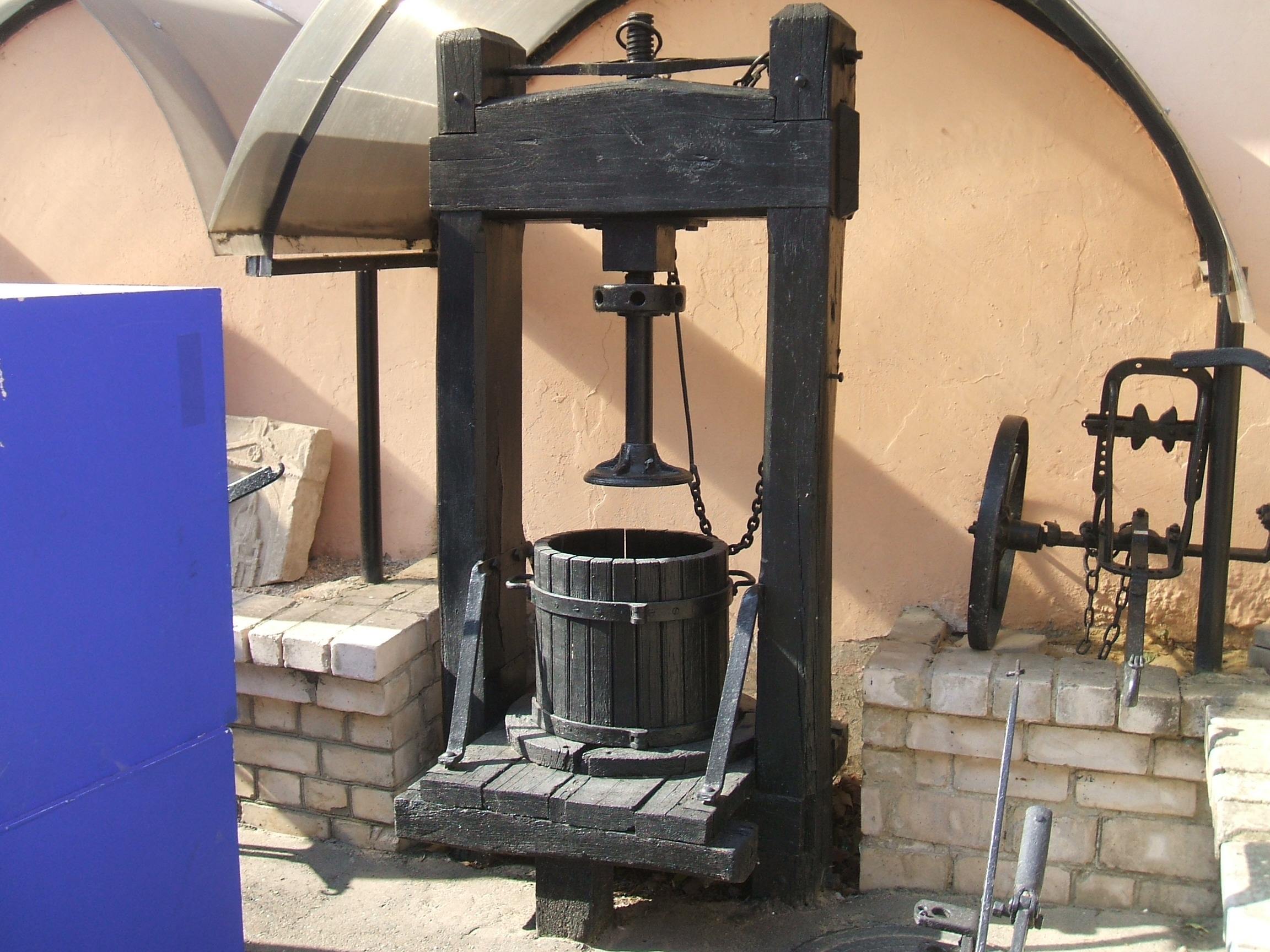
В археологическом музее
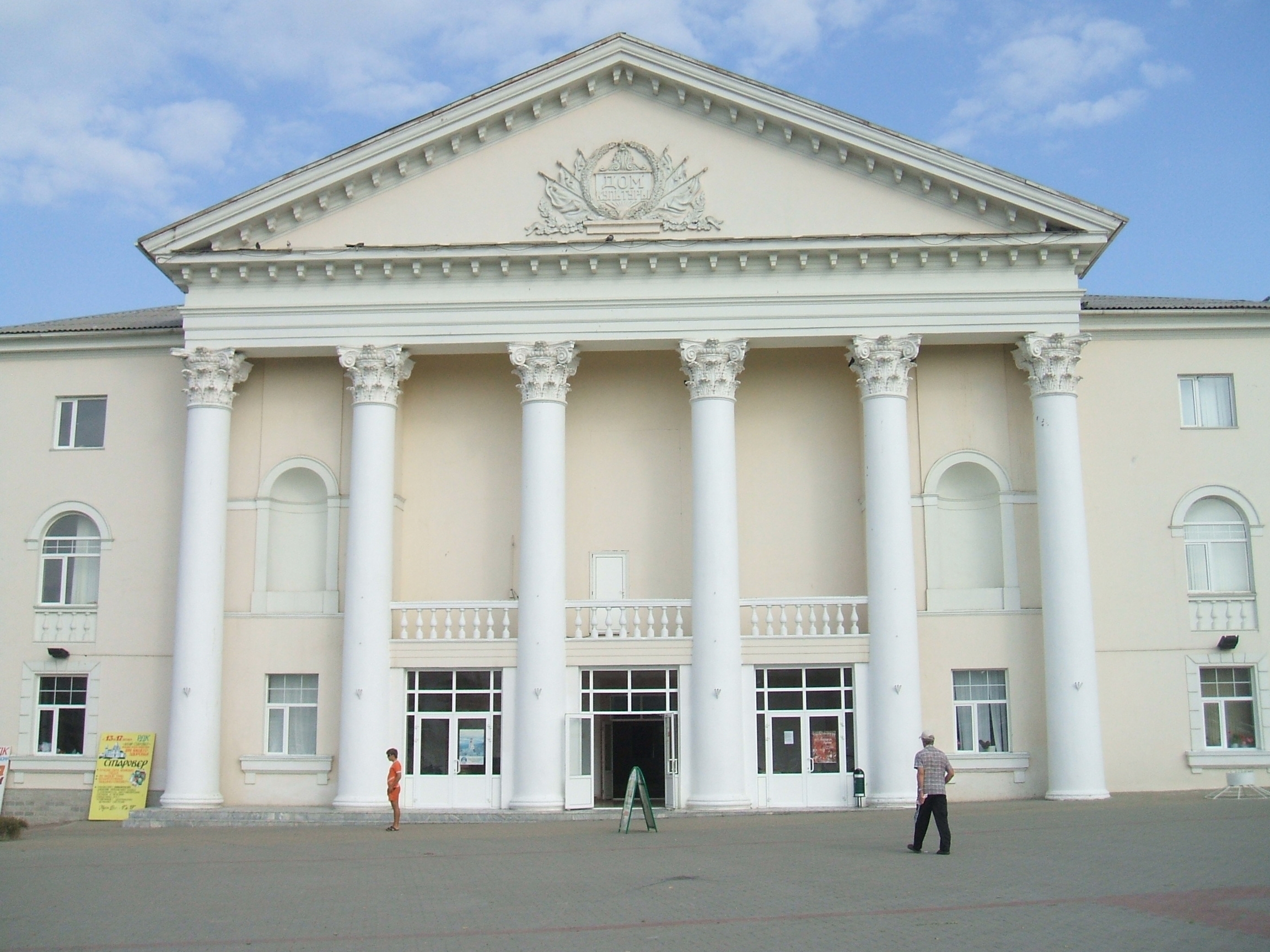
Дом культуры
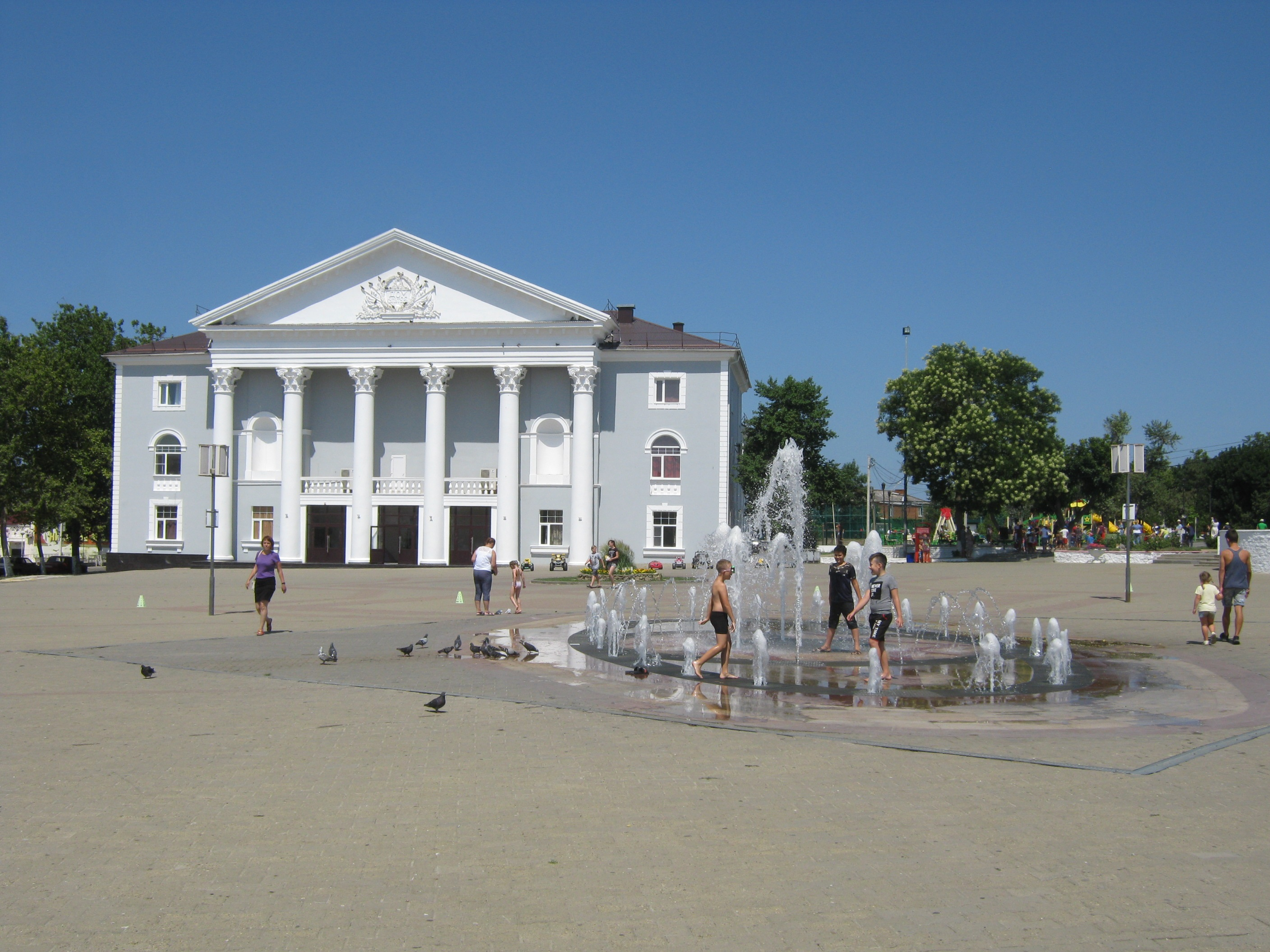
Центральная площадь с фонтаном
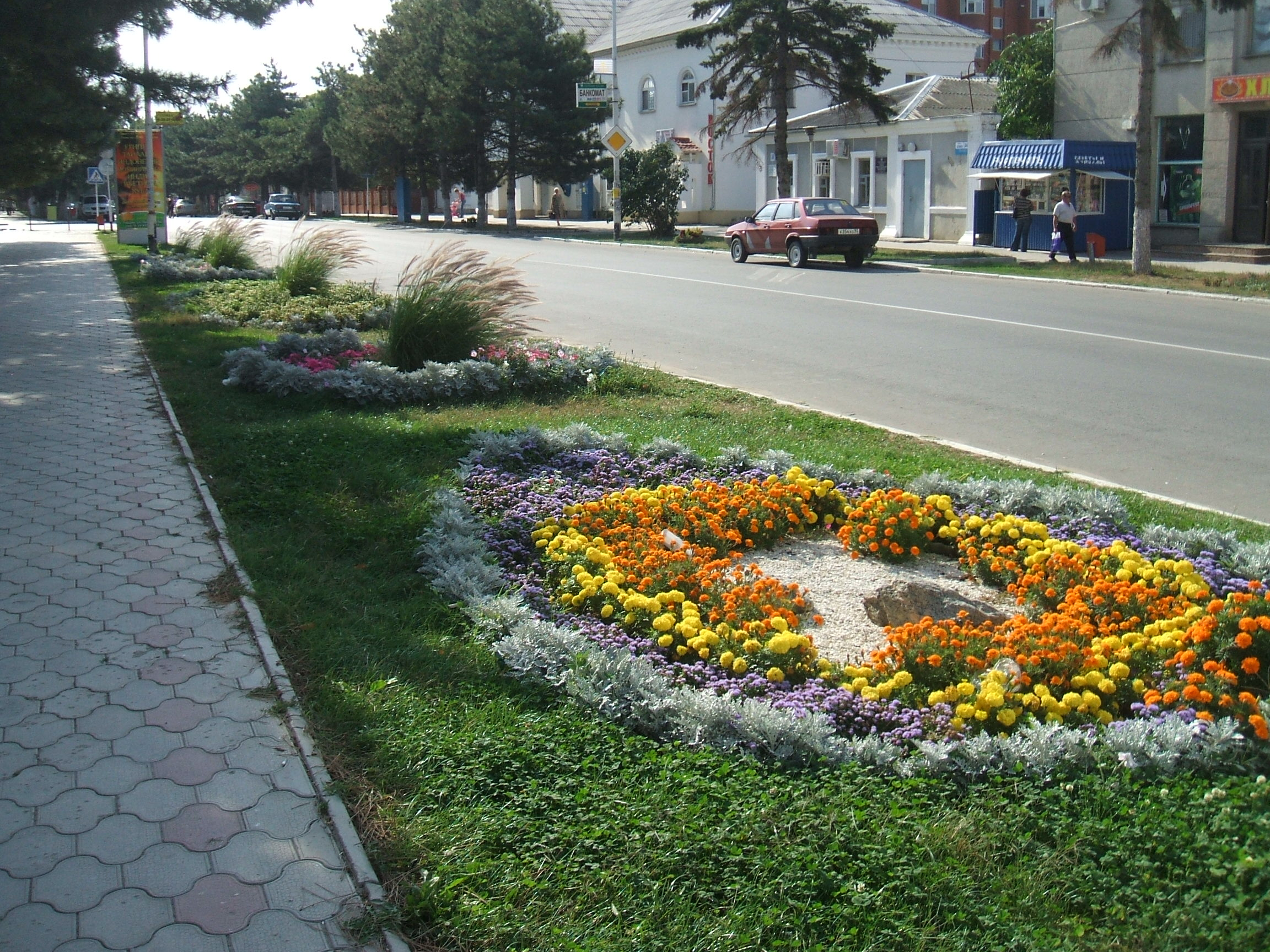
На улице Ленина
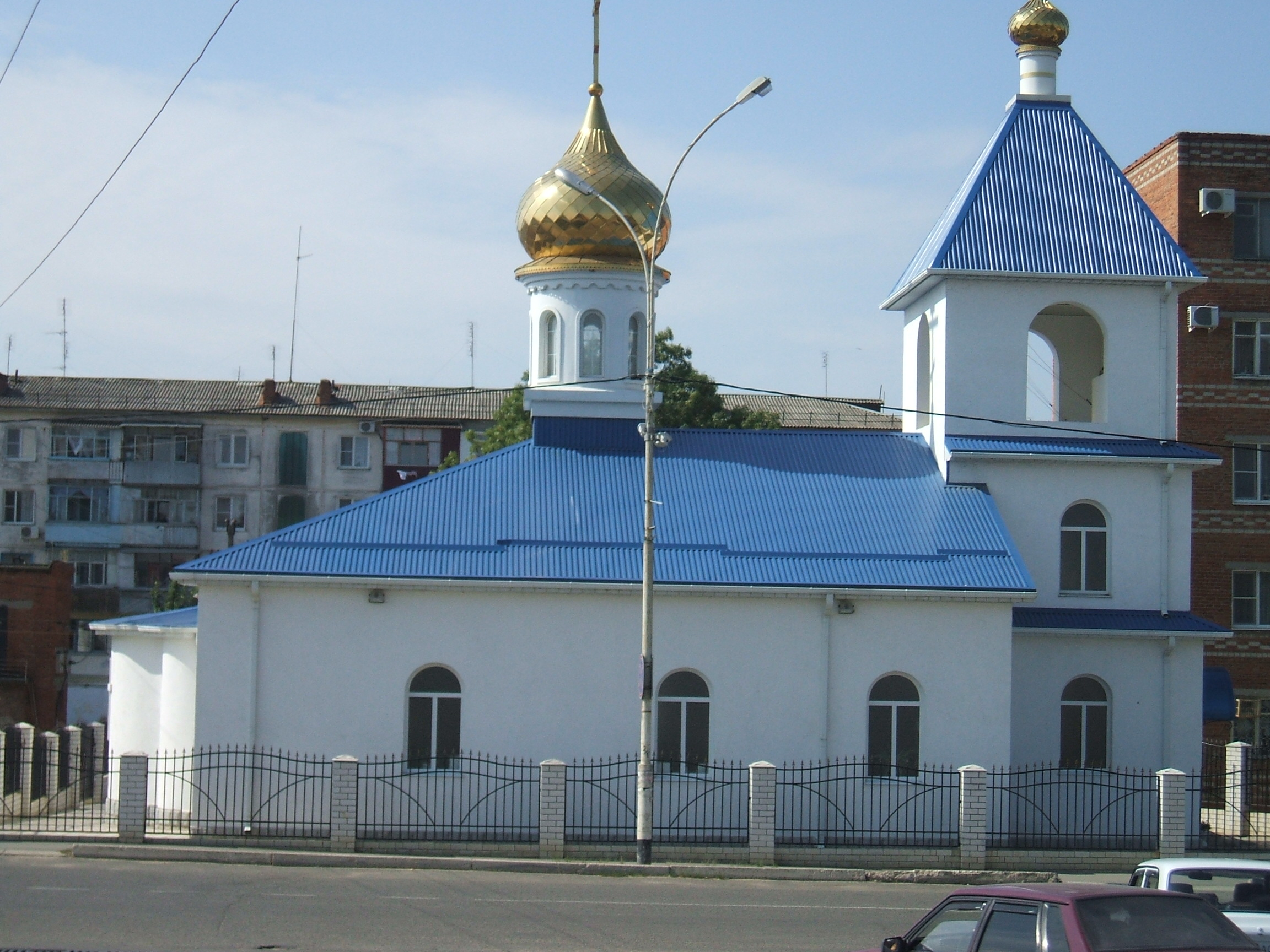
Церковь Александра Невского
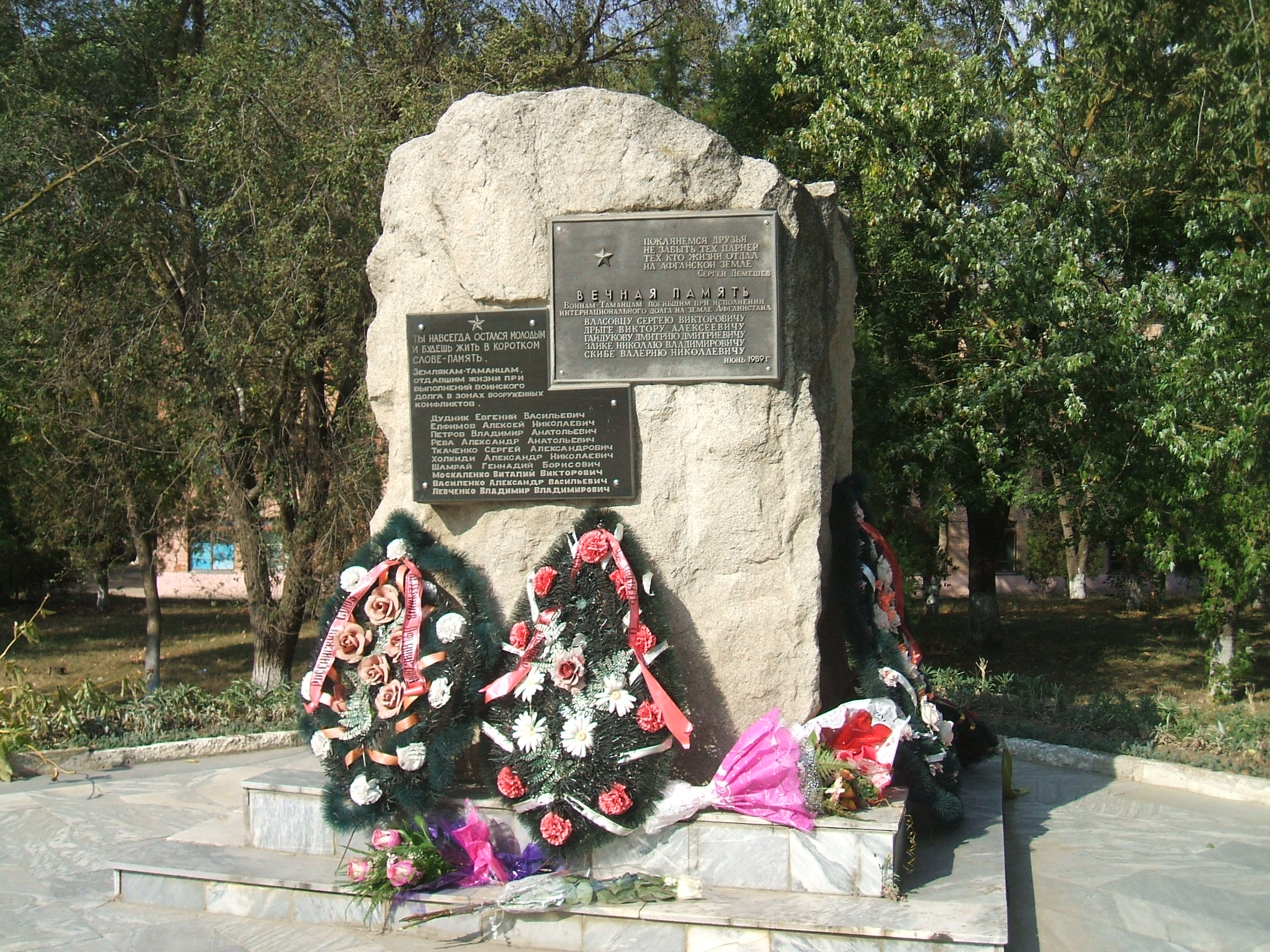
Памятник погибшим в Афганистане
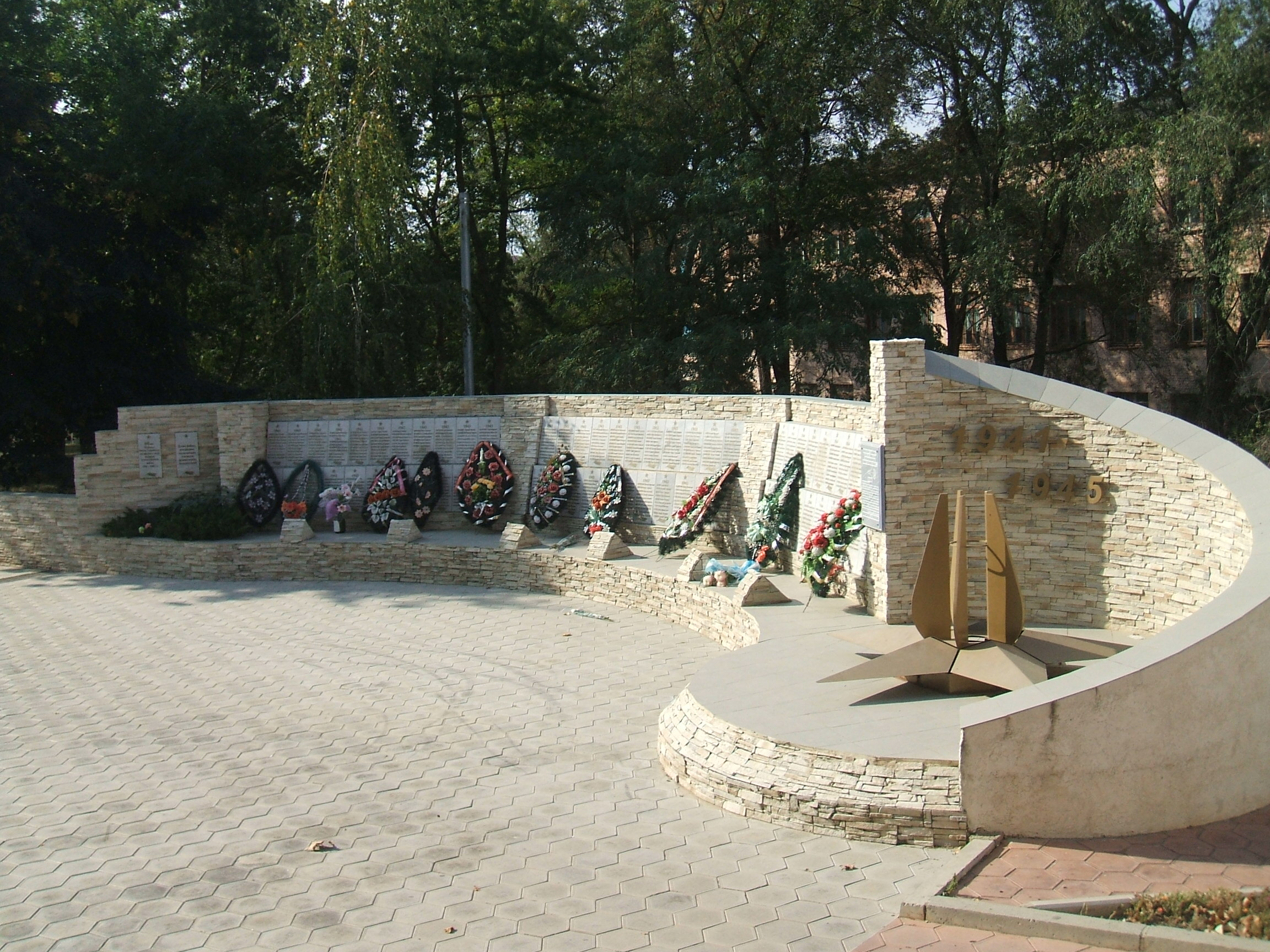
Мемориал участникам Великой Отечественной войны
Аллея Славы
Мраморная плита
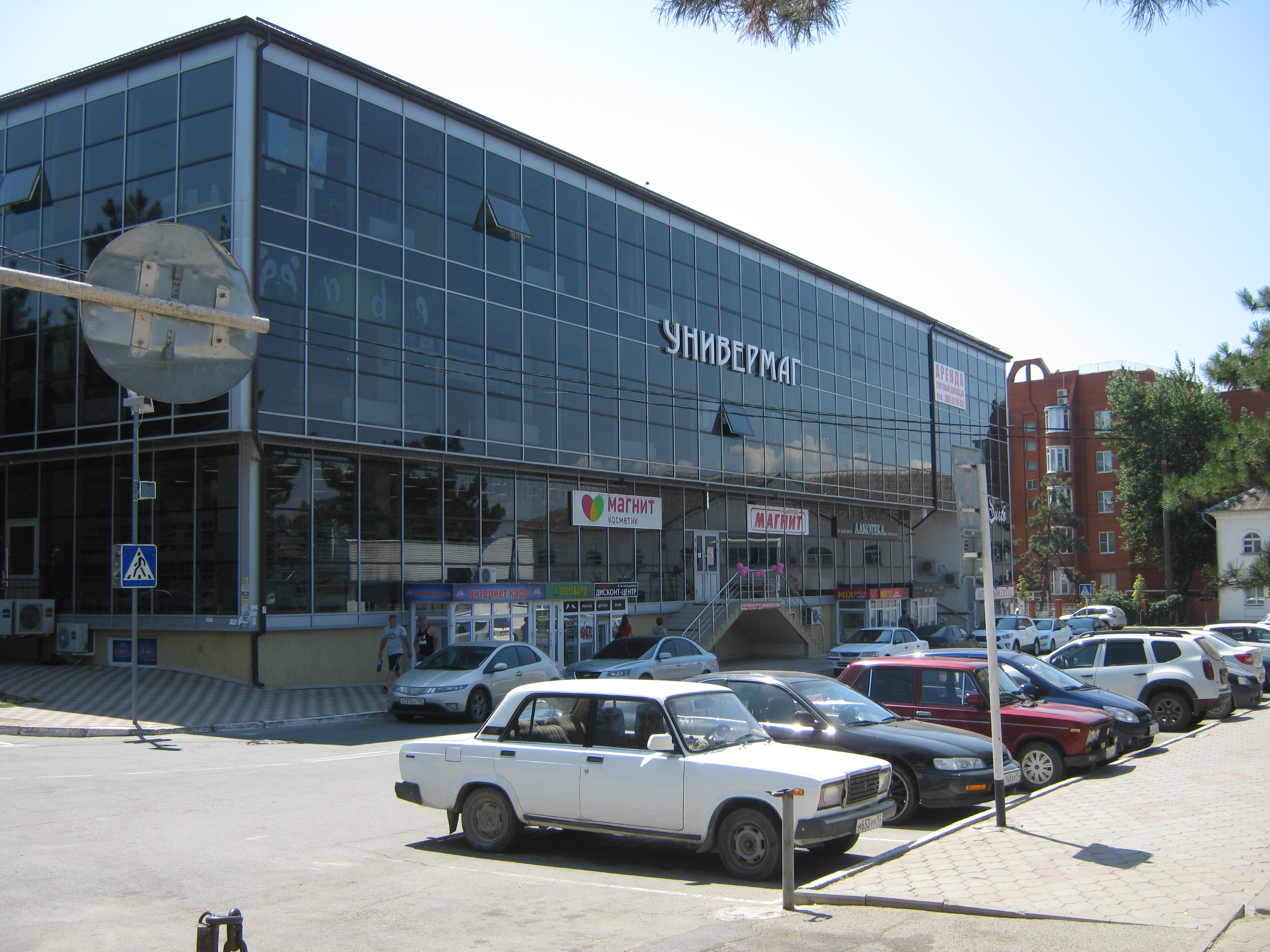
Центральный универмаг
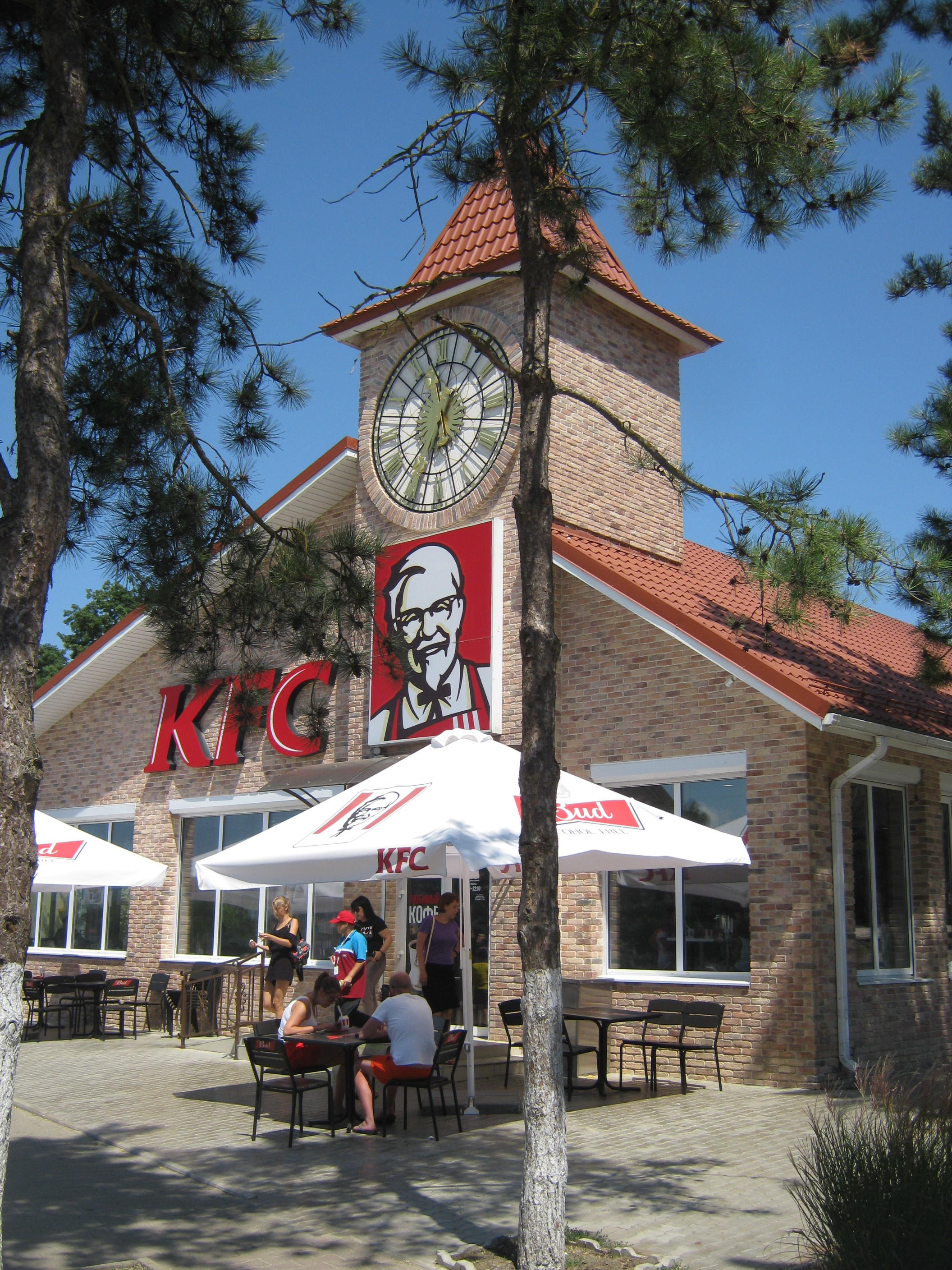
KFC на центральной площади
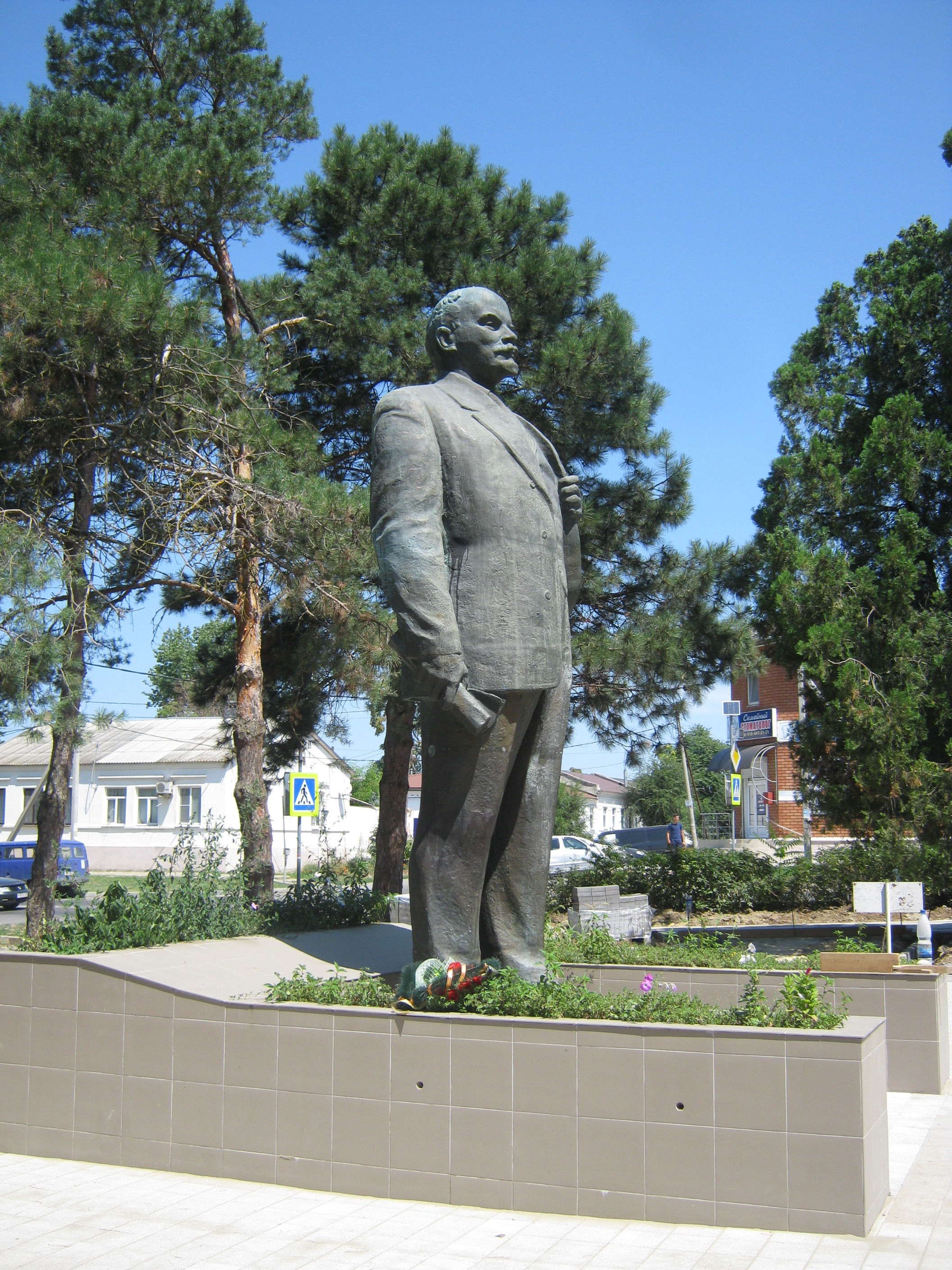
Памятник В. И. Ленину
Памятник Александру Невскому
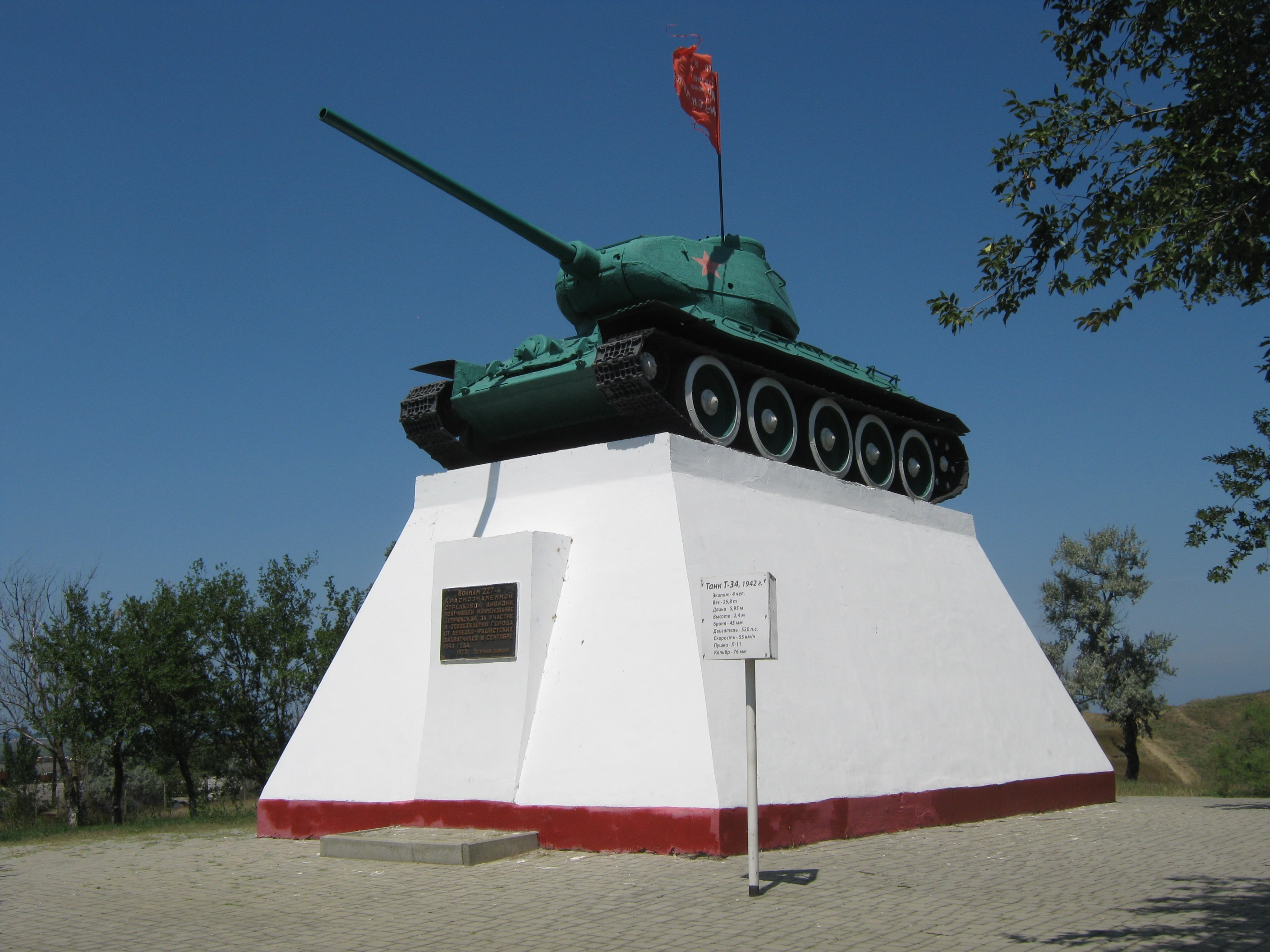
Памятник-танк воинам 227-й стрелковой дивизии
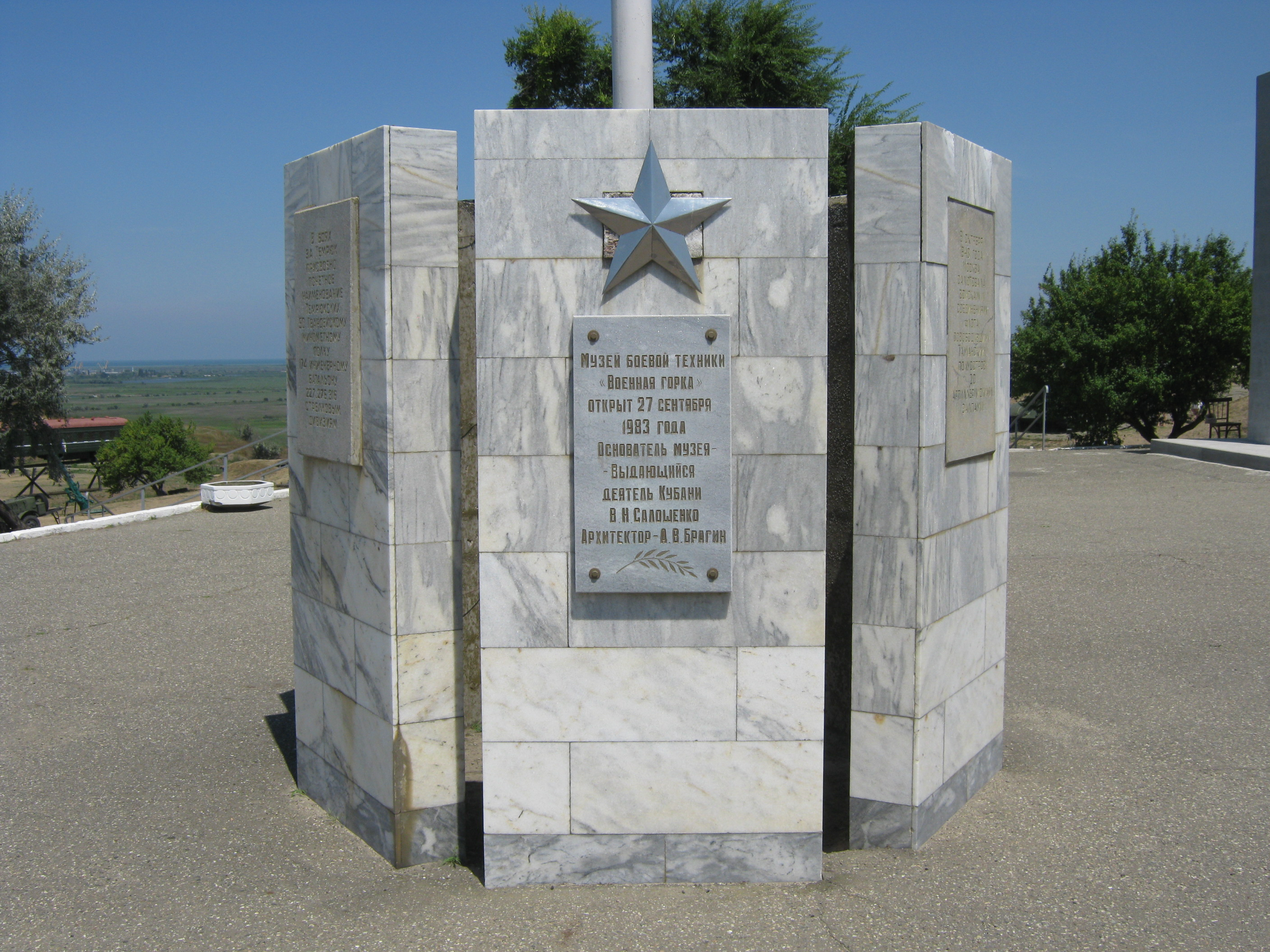
Стела у музея военной техники «Военная горка»
Мемориальный комплекс воинам, погибшим в Великой Отечественной войне
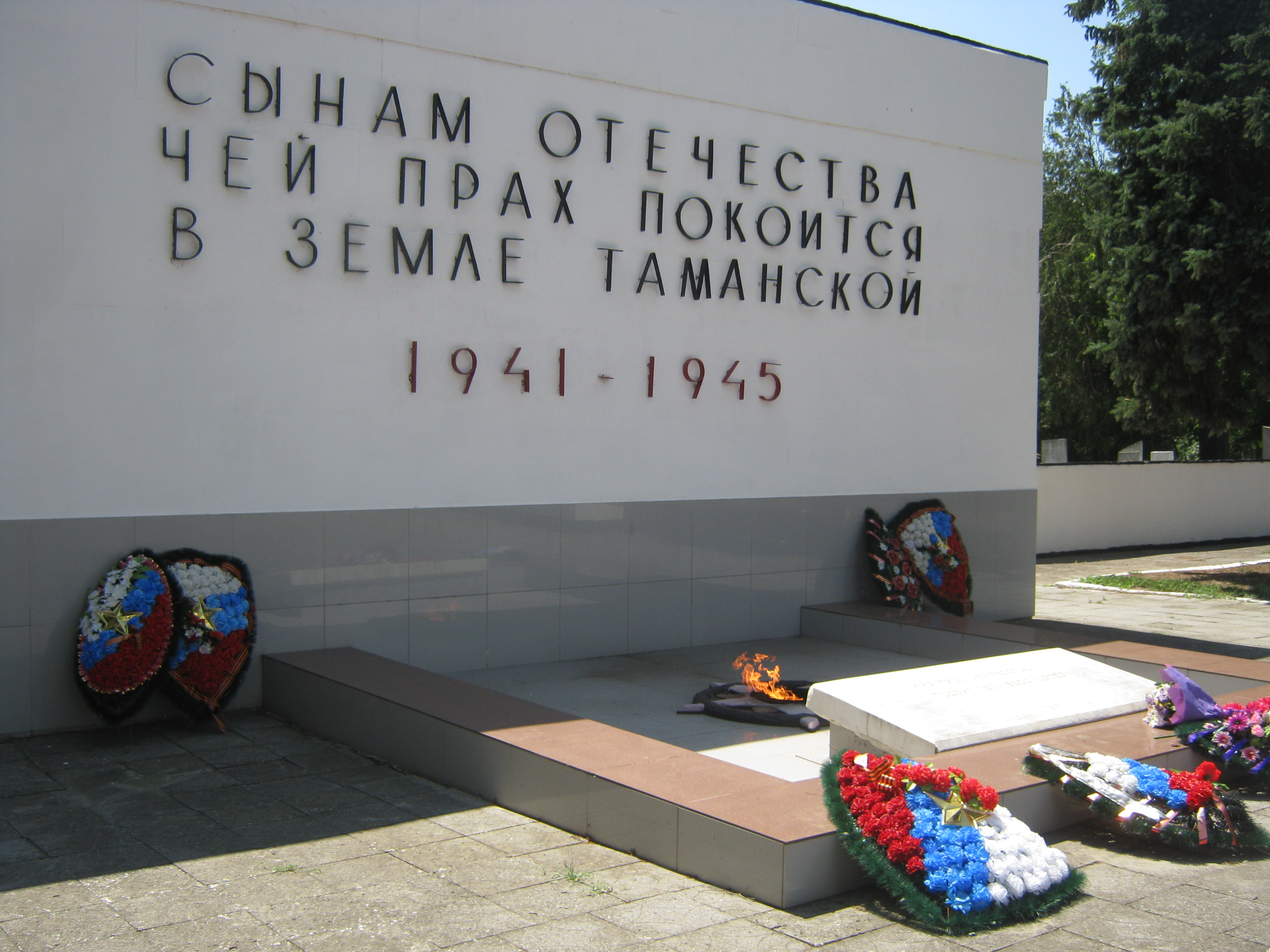
Вечный огонь